# David Klöcker Ehrenstrahl
David Klöcker Ehrenstrahl (né le 23 septembre 1628 à Hambourg et mort le 23 octobre 1698  à Stockholm) est un peintre portraitiste, membre de la noblesse suédoise.

## Biographie
David Klöcker Ehrenstrahl naît à Hambourg. En 1652, à l'âge de vingt-quatre ans et à la demande de Carl Gustaf Wrangel, il quitte les études artistiques qu'il mène aux Pays-Bas pour se rendre au château de Skokloster. Entre 1654 et 1661 il étudie en Italie et visite les cours de France et d'Angleterre. À son retour il reçoit le titre de peintre de cour. Il est élevé à la noblesse en 1674 et devient intendant de cour en 1690. Mikael Dahl et David von Krafft ainsi que sa fille Anna Maria (née en 1666) comptent au nombre de ses élèves. David Klöcker épouse Maria Momma en 1663.
La fresque allégorique du plafond du grand hall, intitulée « Les hauts faits des rois suédois », au Riddarhuset (« maison de la noblesse »), réalisée entre 1670 et 1675, est considérée comme sa plus grande œuvre. Une deuxième version est faite au château de Drottningholm, siège de la famille royale de Suède, en 1695. La fresque de Drottningholm, a servi de motif au 1000e et plus grand timbre-poste fait par Czesław Słania (1921 - 2005), le graveur de timbres-poste et de billets de banque polonais.
David Klöcker Ehrenstrahl est également connu pour sa proposition, énoncée en 1694, que « L'art présente des énigmes qui ne peuvent être résolues par tout le monde ».
Il meurt à Stockholm en octobre 1698 à l'âge de 70 ans.

## Œuvre
- Portrait de Samuel Pufendorf, gravé par Jacob Folkema